# Makka Kleist
Makka Kleist ( 25. december 1951 i Qullissat) er en grønlandsk skuespiller.

## Liv
Makka Kleist er den yngste i en søskendeflok på fem. Hendes forældre, Nikolaj Kleist og Bertiaraq Kleist, fik yderligere tre børn, der alle døde som små. Men Makka fik ikke lov at være den yngste længe, da hendes forældre adopterede morens søsters søn, Kuupik Kleist (f. 1958). Familien kom fra minebyen Qullissat, hvor Nikolaj Kleist var telegrafist. Makka har tidligere beskrevet hvor stor indvirkning lukningen af minebyen i 1972 fik på hele familien.
Som 12-årig blev Makka Kleist sendt til Danmark for at bo og gå i skole i Odsherred. Efterfølgende gik hun på efterskole i Aasiaat, realskole i Nuuk, rejste til Orange County i Californien med ASF ogg gennemførte en studentereksamen i København. Makka Kleist har fortalt, at hun havde drømt om at blive skuespiller, siden hun var barn. Alligevel startede hun først på jura på Københavns Universitet, og skiftede dernæst til læreruddannelsen, først på Frederiksberg Seminarium, sidenhen overflyttede hun til lærerseminariet i Nuuk, Ilinniarfissuaq.  
Vendepunktet kom, da Makka under sit sidste år på lærerseminariet så forestillingen Inuit af den grønlandske teatertrup Tuukkaq. Hun blev optaget på teateruddannelsen ved Tuukkaq Teatret i Fjaltring, da hun havde gennemført læreruddannelsen. Fem år senere forlod hun teatret og rejste til Toronto, hvor hun blev en del af en teatergruppe stiftet af oprindelige folk i Canada. Hun har fortalt, at det var for svært at få roller som grønlandsk skuespiller i Danmark.
I Canada havde Makka Kleist flere store roller, blandt andet i tv-serien Daughters of the Country (1986) og teaterforestillingen Aria (1987). I 1987 vendte hun tilbage til Grønland, til dels for at passe sin aldrende far. Hun slog sig ned i Narsaq og arbejdede som lærer. Sidenhen flyttede hun til Nuuk og blev en del af det nystartede Silamiut teater.
Det var under en turné med teaterstykket Aari i 1989, at Makka Kleist mødte Svenn B. Syrin, der på det tidspunkt var konstitueret teaterchef i Tromsø, og som senere blev hendes livspartner. Hun flyttede til Tromsø og engagerede sig på den norske teaterscene, blandt andet som leder af børne- og ungdomsteatret i Tromsø.
I 2004 flyttede parret til Nuuk i Grønland, hvor Syrin blev leder af Silamiut. Fra 2007 til 2016 var Makka Kleist leder af den nyoprettede grønlandske skuespillerskole. I 2011 modtog hun Selvstyrets kulturpris. De senere år har Makka Kleist kastet sig over manuskripterne, og har blandt andet oversat flere Shakespearestykker til grønlandsk. I dag bor parret i Ærøskøbing på Ærø, hvor man i øvrigt også finder flere andre grønlandske kulturpersoner.

## Medvirken
- 1978: Inuit (teater)
- 1986: Mistress Madeleine (film)
- 1986: Daughters of the Country (tv-serie)
- 1987: Aria (teater)
- 1989: Aarit (teater)
- 2000: Eskimuunngooq (Eskimohistorier) (teater, som manuskriptforfatter)
- 2003: Drengen der ville gøre det umulige (tegnefilm)
- 2006: Sleep Murder (film)
- 2007: Macbeth (teater)
- 2009: Nuummioq (film)
- 2009: Faith, Hope and Greenland (film)
- 2010: Eksperimentet (film)
- 2010: Karius Baktusillu (teater)
- 2012: Qullissara (teater, som manuskriptforfatter og instruktør)
- 2013: The Secret Life of Walter Mitty (film)
- 2014: Strømsteder // Sarfartuut (teater)
- 2018: Lykkelænder (film)
- 2019: Isikkivik/The view (teater, som manuskriptforfatter)
- 2020-2021: Udsigt (teater)